# Jaime Rodríguez
Jaime Rodríguez, född 17 januari 1959, är en salvadoransk tidigare fotbollsspelare.
Jaime Rodríguez spelade 30 landskamper för det salvadoranska landslaget. Han deltog bland annat i fotbolls-VM 1982.